# Antonio Alcalá Galiano
Pour les articles homonymes, voir Alcalá et Galiano.
Antonio Alcalá Galiano y Fernández de Villavicencio (22 juillet 1789, Cadix - 11 avril 1865, Madrid) est un homme politique et écrivain romantique espagnol.
Il a été ministre de la Marine en 1836, et nommé ministre de l'Équipement en 1864. Il a été élu au Congrès des députés à Cadix, Pontevedra, Barcelone et Madrid entre 1822 à 1845.

## Biographie
D'une famille influente, il est le fils de l'amiral Dionisio Alcalá Galiano, le neveu du capitaine général Juan María de Villavicencio (es) et l'oncle de l'écrivain Juan Valera (1824-1905).
Après des études au Real Colegio de la Purísima Concepción de Cabra, il a visité la Méditerranée avec son père en 1802, en s'arrêtant à Naples. En 1806, il devient cadet garde-marine. Il abandonna la carrière militaire en 1812.
Il prit le parti de José Joaquín de Mora en 1814 contre l'introduction du romantisme réactionnaire allemand par Juan Nicolás Böhl de Faber, mais après son émigration à Londres a soutenu la nouvelle esthétique, ce dont témoigne son avant-propos d'El moro expósito de son ami Ángel de Saavedra, duc de Rivas, qui est en fait le manifeste du romantisme espagnol. Il a participé à la conspiration qui a pris fin avec le triomphe de la démocratie libérale Rafael del Riego en 1820 et la proclamation de la Constitution de Cadix abrogé par Ferdinand VII d'Espagne. Il était considéré comme un grand orateur et a défendu le libéralisme exalté dans la Fontana de Oro au cours de la période Triennale libéral, où il a joué dans la société secrète de la Sociedad de los Caballeros Comuneros.
À Londres, il a vécu de l'enseignement de la langue espagnole et de la littérature.
Il est l'un des membres fondateurs de l'Athénée scientifique et littéraire, institution culturelle privée espagnole créée en 1835.

## Œuvres
- Recuerdos de un anciano (1878)
- Memorias (1886)
- Lecciones de literatura española, francesa, inglesa e italiana del siglo XVIII
- Lecciones de derecho político y constitucional (1843).
- Traduccion libre y aumentada de la Historia de España por Dunham, hasta la muerte de Carlos III, con continuacion original hasta la mayor edad de Doña Isabel II.
- Lecciones sobre la Historia literaria del siglo XVIII, dadas en el Ateneo
- Apuntes para servir a la historia del origen y alzamiento del ejército destinado a Ultramar en 1 de enero de 1820
- En el álbum de la señorita de Gaviria (sonnet)
- Artículos en la Revista de Madrid sobre Robespierre, sobre el Derecho de intervencion, sobre Jovellanos y sobre la Índole del levantamiento de España en 1808.
- Juicio crítico sobre los poetas Melendez, Cienfuegos, Arriaza, insertos en el Laberinto.
- Juicio crítico sobre Moratin. Publicado en la Revista Hispano-Lusitana.
- Varios trabajos en diarios, como el Mensajero de las Artes, 1834 y 35. La Revista Mensajero, 1835 y 36. El Correo Español, 1838. El Piloto, 1839 á 40.
- Un viaje al Escorial. Folletin en el Correo nacional del día 20 de agosto de 1840.
- Dos visitas al Principe de la Paz. Carta sobre las Juntas de Vizcaya.
- Breves reflexiones sobre la índole de la crisis de Madrid. Folleto.